# Pinara (geslacht)
Pinara is een geslacht van vlinders van de familie spinners (Lasiocampidae).

## Soorten
- P. adusta (Walker, 1869)
- P. albida (Walker, 1865)
- P. australasiae (Fabricius, 1775)
- P. cana Walker, 1855
- P. cycloloma (Turner, 1902)
- P. chlorosacca (Turner, 1902)
- P. divisa (Walker, 1855)
- P. fervens (Walker, 1855)
- P. marginata (Walker, 1855)
- P. metaphaea (Walker, 1862)
- P. nana (Walker, 1855)
- P. obliqua (Walker, 1855)
- P. obscura (Walker, 1855)
- P. parvigutta (Walker, 1855)
- P. plinthopa (Turner, 1904)
- P. rufescens (Walker, 1855)
- P. sesioides Walker, 1866
- P. simonis Guenée
- P. spodopa (Turner, 1904)